# Brignoliella scrobiculata
Brignoliella scrobiculata är en spindelart som först beskrevs av Simon 1893.  Brignoliella scrobiculata ingår i släktet Brignoliella och familjen Tetrablemmidae.
Artens utbredningsområde är Sri Lanka. Inga underarter finns listade.